# I'll Be Back
Pour les articles homonymes, voir I'll be back (homonymie).
Pistes de A Hard Day's Night
You Can't Do That
(12)
I'll Be Back est une chanson des Beatles, principalement écrite par John Lennon mais créditée Lennon/McCartney. Elle clôt l'album A Hard Day's Night en 1964. Signe d'une nouvelle maturité pour le groupe, c'est la première fois qu'un de ses albums se termine par une touche mélancolique plutôt que par un rock bouillant. Pour l'écrire, Lennon s'est inspiré des accords d'une chanson de Del Shannon.
Elle est enregistrée en fin de séance le 1er juin 1964 alors que le groupe termine l'album. Après de premières prises sur un rythme de valse, le groupe opte pour une forme mieux adaptée au chant de Lennon. La chanson est terminée en trois heures. Plusieurs prises alternatives sont dévoilées en 1995 sur le disque Anthology 1.

## Historique

### Composition et enregistrement
I'll Be Back est composée par John Lennon en s'inspirant d'une chanson de Del Shannon, Runaway, que les Beatles jouaient souvent sur scène à leurs débuts. Paul McCartney suppose cependant qu'il a pu y apporter quelque chose, bien que le principal auteur soit Lennon selon lui. Ce dernier accorde par ailleurs un jugement plutôt positif à la chanson : « Une chanson sympa, même si le milieu est un peu boiteux... » La chanson tourne entre les accords de la majeur et mineur. Le chanteur y explique à sa petite amie qu'il partira si elle lui brise à nouveau le cœur, mais que, se connaissant, il reviendra tôt ou tard, car il n'arrive pas à s'en séparer. La chanson est une de celles où Lennon se montre le plus vulnérable. Elle a vraisemblablement été composée, ainsi que d'autres de l'album, durant des vacances à Tahiti que Lennon a prises avec George Harrison et leurs compagnes, Cynthia et Pattie, en mai.
Les Beatles enregistrent I'll Be Back à la fin des sessions pour l'album A Hard Day's Night, le 1er juin. Les chansons enregistrées ces jours là sont souvent incomplètes et terminées en studio. Le premier juin, le groupe travaille donc sur cette chanson de 19 à 22 heures. Sur une suggestion de Paul McCartney ou de George Martin, la chanson est d'abord enregistrée sur un tempo de valse. Lors de la prise 2, Lennon s'interrompt sur le pont de la chanson, trop dur à chanter selon lui sur ce rythme. Dès la prise suivante, le rythme plus classique qui prend la suite est adopté. En tout, seize prises sont réalisées. Neuf concernent la piste rythmique, et les sept suivantes, le chant et des ajouts de guitare acoustique.
Un premier mixage est réalisé en mono le 10 juin, mais jamais effectué. Les mixages définitifs sont produits par George Martin, Norman Smith et Geoff Emerick lors d'une longue séance de finalisation du disque le 22 juin.

### Parution
I'll Be Back paraît en treizième et dernière position sur A Hard Day's Night, qui sort au Royaume-Uni le 10 juillet 1964 et connaît un grand succès. Alors que les précédents albums des Beatles se terminaient par des rocks vifs hurlés par John Lennon, cette conclusion mélancolique est un signe de maturité du groupe. Cependant, une dernière séance de travail était prévue le 4 juin, durant laquelle le groupe devait répéter et enregistrer No Reply, You Know What to Do et It's for You. Les albums du groupe faisant habituellement quatorze chansons, il est probable que l'album final en aurait été modifié, si Ringo Starr n'avait pas été hospitalisé avant la séance.
Aux États-Unis, la chanson doit attendre le mois de décembre 1964 pour paraître sur l'album Beatles '65 qui contient en majorité des extraits de Beatles for Sale, le prochain album britannique du groupe. I'll Be Back est également une des deux chansons de l'album A Hard Day's Night, avec I'm Happy Just to Dance with You, à ne paraître à cette époque ni sur single, ni sur E.P. bien que cette dernière paraîtra en 1982 en face B du single Beatles Movie Medley.
Les Beatles n'interprètent jamais cette chanson sur scène ou à la radio. En revanche, deux prises alternatives (la 2 et la 3) sont présentes sur l'album Anthology 1 en 1995. I'll Be Back a aussi fait l'objet de plusieurs reprises, notamment par Cliff Richard.

#### Publication en France
La chanson arrive en France en décembre 1964 sur la face B d'un 45 tours EP (« super 45 tours ») ; elle est accompagnée  de She's a Woman. Sur la face A figurent I Feel Fine et Any Time at All.

## Fiche technique

### Interprètes
- John Lennon : chant, guitare rythmique acoustique
- Paul McCartney : chœurs, basse
- George Harrison : chœurs[réf. nécessaire], guitare solo acoustique
- Ringo Starr : batterie

Il n'est pas sûr que Harrison ait chanté les chœurs.

### Équipe de production
- George Martin : producteur
- Norman Smith : ingénieur du son
- Ken Scott : ingénieur du son (enregistrement)
- Geoff Emerick : ingénieur du son (mixage)